# ابوالفضل خطیبی
ابوالفضل خطیبی (۲۵ اردیبهشت ۱۳۳۹ – ۲۱ دی ۱۴۰۱) نویسنده، شاهنامه‌شناس و پژوهشگر زبان و ادب فارسی بود که با درجهٔ استادیار، عضو هیئت علمی فرهنگستان زبان و ادب فارسی و مشاور علمی گروه فرهنگ‌نویسی بود.

## زندگی
خطیبی سال ۱۳۳۹ در روستای امامزاده علی‌اکبر از توابع آرادان در شهرستان گرمسار زاده شد. دوران ابتدایی را در همان روستا و راهنمایی و دبیرستان را در آرادان سپری کرد. در سال ۱۳۵۸ در رشتهٔ تاریخ وارد دانشگاه شیراز شد و در ۱۳۶۵ مدرک کارشناسی گرفت. در سال‌های ۱۳۷۵–۱۳۷۸ دورهٔ کارشناسی ارشد را در رشتهٔ فرهنگ و زبان‌های باستانی ایران در پژوهشگاه علوم انسانی و مطالعات فرهنگی گذراند و در سال‌های ۱۳۹۰–۱۳۹۴ در همان پژوهشگاه در رشتهٔ زبان و ادبیات فارسی دورهٔ دکتری را سپری کرد و در ۲۵ آذر ۱۳۹۴ از رسالهٔ دکتری خود باعنوان «بررسی انتقادی مهم‌ترین قطعات و بیت‌های الحاقی شاهنامه» دفاع کرد.
از سال ۱۳۶۸ پس از اتمام دورهٔ سربازی در چند مرکز پژوهشی به فعالیت اشتغال داشت، از جمله: مرکز دائرةالمعارف بزرگ اسلامی (۱۳۶۸–۱۳۷۵)، مرکز نشر دانشگاهی و فرهنگستان زبان و ادب فارسی (از ۱۳۷۵).
خطیبی عضو هیئت علمی و معاون گروه فرهنگ‌نویسی فرهنگستان زبان و ادب فارسی و معاون سردبیر مجلهٔ «نامه ایران باستان»، نگارندهٔ بیش از صد مقالهٔ علمی به‌ویژه دربارهٔ شاهنامه در دانشنامه‌ها و مجلات تخصصی ادبی بوده و در تصحیح شاهنامه با جلال خالقی مطلق در جلد هفتم همکاری داشته‌است.
او دریافت‌کنندهٔ جایزهٔ حامیان نسخ خطی در آیین بزرگداشت حامیان نسخه‌های خطی در سوم آذر ماه ۱۳۸۴ به خاطر مقالهٔ «اصالت کهن‌ترین نسخه: فلورانس ۶۱۴ ه‍. ق» بوده‌است.

## آثار
خطیبی در حوزه‌های تاریخ ایران، زبان و ادبیات فارسی و ایران‌شناسی ۹ کتاب، ۶۰ مقاله در مجله‌ها و مجموعه‌ها و ۱۵۶ مقاله در دانشنامه‌ها و ۲۳ نقد کتاب منتشر شده‌است. حوزهٔ تخصصی وی شاهنامهٔ فردوسی و ادبیات حماسی است و در همایش‌های گوناگون شرکت داشته‌است.
- «اشکانیان در حماسۀ ملی»، تاریخ جامع ایران (ج۲)، زیر نظر کاظم موسوی بجنوردی، سرویراستاران: حسن رضائی باغ‌بیدی و محمود دهقی، تهران، مرکز دایره‌المعارف بزرگ اسلامی، ۱۳۹۳
- «ساسانیان در حماسۀ ملی»، تاریخ جامع ایران (ج۲)، زیر نظر کاظم موسوی بجنوردی، سرویراستاران: حسن رضائی باغ‌بیدی و محمود دهقی، تهران، مرکز دایرهالمعارف بزرگ اسلامی، ۱۳۹۳
- «خدای‌نامه»، تاریخ جامع ایران (ج۵)، زیر نظر کاظم موسوی بجنوردی، سرویراستاران: حسن رضائی باغ‌بیدی و محمود دهقی، تهران، مرکز دایره‌المعارف بزرگ اسلامی، ۱۳۹۳

کتاب‌ها
1. شاهنامه، ابوالقاسم فردوسی: طبع انتقادی، به کوشش جلال خالقی مطلق و ابوالفضل خطیبی، دفتر ۷، نیویورک، بنیاد میراث ایران ۱۳۸۶/۲۰۰۷. ؛ تهران، مرکز دائرةالمعارف بزرگ اسلامی، کانون فردوسی، ۱۳۸۶.[۴]
2. برگزیدهٔ مقاله‌های نشر دانش دربارهٔ شاهنامه (شمارهٔ ۱۱)، ابوالفضل خطیبی، تهران، مرکز نشر دانشگاهی ۱۳۸۶/۲۰۰۷.[۴]
3. تقدیرباوری در منظومه‌های حماسی فارسی (شاهنامه و ویس‌ورامین)، هلمر رینگرن، ترجمهٔ ابوالفضل خطیبی، تهران، انتشارات هرمس، ۱۳۸۷/۲۰۰۹.[۴]
4. یادداشتهای شاهنامه، بخش سوم، با همکاری جلال خالقی مطلق و محمود امیدسالار، نیویورک، بنیاد میراث ایران ۱۳۸۷/۲۰۰۸؛ تهران، مرکز دائرةالمعارف بزرگ اسلامی، ۱۳۹۰.[۴]
5. به فرهنگ باشد روان تندرست: مقاله‌ها و نقدهای نامهٔ فرهنگستان دربارهٔ شاهنامه، به کوشش احمد سمیعی گیلانی و ابوالفضل خطیبی، به مناسبت همایش هزارهٔ شاهنامه در اردیبهشت‌ماه ۱۳۹۰، تهران، فرهنگستان زبان و ادب فارسی، ۱۳۹۰.[۴]
6. جشن‌نامهٔ دکتر فتح‌الله مجتبائی، به کوشش علی‌اشرف صادقی و ابوالفضل خطیبی، تهران، انتشارات هرمس، ۱۳۹۳.[۴]
7. فرامرزنامهٔ بزرگ، از سراینده‌ای ناشناس در اواخر قرن پنجم هجری، به کوشش ماریولین فان زوتفِن و ابوالفضل خطیبی، تهران، انتشارات سخن ۱۳۹۴.[۴]
8. شبرنگ‌نامه: داستان شبرنگ پسر دیو سپید با رستم، از سراینده‌ای ناشناس احتمالاً در قرن ششم هجری، به کوشش ابوالفضل خطیبی و گابریله فَن دِن بِرخ، تهران، موقوفات دکتر محمود افشار با همکاری انتشارات سخن، ۱۳۹۵.[۴]
9. آیا فردوسی محمود غزنوی را هجو گفت؟ هجونامهٔ منسوب به فردوسی: بررسی تحلیلی، تصحیح انتقادی و شرح بیت‌ها، تهران، انتشارات پردیس دانش، ۱۳۹۵.[۴]